# Crown Heights Affair
Crown Heights Affair è stato un gruppo musicale statunitense ricordato soprattutto per il brano You Gave Me love del 1980.

## Storia
Conosciuto inizialmente come Ben Iverson and the Nue Dey Express, il gruppo prese il nome da un sobborgo di Brooklyn, Crown Heights appunto. Il loro primo album, eponimo, fu distribuito nel 1974, ma il successo commerciale arrivò nel 1980 col celebre brano You Gave Me love.
A seguire collaborarono con artisti quali France Joli (Gonna Get Over You) e Amii Stewart (I’m Gonna Get Your Love e Calling for Your Love).
Nel 1984 il gruppo si sciolse, riunendosi per esibirsi al Coronet di Londra nel 2013.

## Formazione
- Phillip Thomas, vocalista
- William Anderson chitarra, vocalista
- Howard Young, tastiera
- Bert Reid e James "Ajax" Baynard, tromba
- Raymond Reid e Julius Dilligard Jr., trombone
- Arnold 'Muki' Wilson, basso
- Raymond Rock, percussioni

## Discografia

### Album
| Anno                         | Titolo               | Piazzamento in classifica | Piazzamento in classifica | Piazzamento in classifica |
| Anno                         | Titolo               | US                        | US R&B                    | UK                        |
| ---------------------------- | -------------------- | ------------------------- | ------------------------- | ------------------------- |
| 1974                         | Crown Heights Affair | —                         | —                         | —                         |
| 1975                         | Dreaming a Dream     | 121                       | 28                        | —                         |
| 1976                         | Foxy Lady            | —                         | 59                        | —                         |
| 1977                         | Do It Your Way       | —                         | 41                        | —                         |
| 1978                         | Dream World          | —                         | 56                        | 40                        |
| 1979                         | Dance Lady Dance     | —                         | 40                        | —                         |
| 1980                         | Sure Shot            | 148                       | 50                        | —                         |
| 1982                         | Think Positive!      | —                         | —                         | —                         |
| 1983                         | Struck Gold          | —                         | —                         | —                         |
| "—" indica non classificato. |                      |                           |                           |                           |

### Singoli
| Anno                                           | Titolo                      | Piazzamento in classifica | Piazzamento in classifica | Piazzamento in classifica | Piazzamento in classifica |
| Anno                                           | Titolo                      | US                        | US R&B                    | US Dance                  | UK                        |
| ---------------------------------------------- | --------------------------- | ------------------------- | ------------------------- | ------------------------- | ------------------------- |
| 1974                                           | Leave the Kids Alone        | —                         | 96                        | —                         | —                         |
| 1975                                           | Dreaming a Dream            | 43                        | 5                         | 1                         | —                         |
| 1975                                           | Every Beat of My Heart      | 83                        | 20                        | 2                         | —                         |
| 1976                                           | Foxy Lady                   | 49                        | 17                        | —                         | —                         |
| 1977                                           | Dancin'                     | 42                        | 16                        | 6                         | 58                        |
| 1977                                           | Do It the French Way        | —                         | 60                        | —                         | —                         |
| 1978                                           | Galaxy of Love              | —                         | —                         | —                         | 24                        |
| 1978                                           | Say a Prayer for Two        | —                         | 41                        | —                         | —                         |
| 1978                                           | I'm Gonna Love You Forever  | —                         | —                         | —                         | 47                        |
| 1979                                           | Dance Lady Dance            | —                         | 20                        | —                         | 44                        |
| 1980                                           | You Gave Me Love            | 102                       | 74                        | 12                        | 10                        |
| 1980                                           | Sure Shot                   | —                         | 72                        | —                         | —                         |
| 1980                                           | You've Been Gone            | —                         | —                         | —                         | 44                        |
| 1982                                           | Somebody Tell Me What to Do | —                         | 31                        | —                         | —                         |
| 1983                                           | Rock the World              | —                         | —                         | —                         | 76                        |
| 1989                                           | I'll Do Anything            | —                         | —                         | 43                        | 83                        |
| "—" indica non classificato o non distribuito. |                             |                           |                           |                           |                           |